# Scherzo fantastique
Scherzo fantastique (W12) is een compositie voor groot orkest van Igor Stravinsky uit 1907-1908 en opgedragen aan Alexander Siloti. Het werk werd voor het eerst uitgevoerd tijdens de Siloti Concerten in Sint-Petersburg op 6 februari 1909.
Het werk is een 'stuk pure symfonische muziek' en geen programmamuziek, zoals Stravinsky zelf aangaf. Er is dus ook geen relatie met Maurice Maeterlincks La Vie des abeilles waarop men dacht dat het gebaseerd zou zijn. Reden was dat in Parijs een niet door Stravinsky geautoriseerd ballet werd uitgevoerd onder de titel Les abeilles, waaraan men de naam van Maeterlinck had verbonden. De zaak werd door Stravinky met Maeterlinck geregeld.

## Oeuvre
Zie het Oeuvre van Igor Stravinsky voor een volledig overzicht van het werk van Stravinsky.

## Geselecteerde discografie
- Scherzo fantastique door CBC Symphony Orchestra o.l.v. Igor Stravinsky ('Igor Stravinsky Edition' in het deel 'Ballets – Vol. 1', 3CD's, SM3K 46 291)
- Scherzo fantastique door New York Philharmonic o.l.v. Pierre Boulez (Sony Classical, SMK 45 843)